# لا سولانا (سيوداد ريال)
بلدية لا سولانا (بالإسبانية: La Solana)‏، هي إحدى بلديات مقاطعة سيوداد ريال إحدى مقاطعات إسبانيا، والتي تقع في منطقة قشتالة لا منتشا وسط إسبانيا.
يبلغ عدد سكانها 16.039 نسمة وفقاً لإحصائية سنة (2007).